# Ischgl
Ischgl est une ville autrichienne, située dans le Tyrol. Il s'agit également d'une station de sports d'hiver couplée avec Samnaun qui donne Silvretta Arena Ischgl-Samnaun. Ischgl est réputé pour sa vie nocturne, qui lui a valu à plusieurs reprises le surnom d'« Ibiza des Alpes », et attire une clientèle internationale. Début mars 2020, Ischgl est l’un des principaux centres de propagation du coronavirus Covid-19 dans toute l'Europe.

## Tourisme international
Ses structures d'hébergement sont de 8 000 lits qui se répartissent dans de vastes hôtels de bon standing. Les infrastructures de loisirs sont variées, le Silvretta Center regroupant en un même espace une piscine couverte avec sauna, huit tennis, une salle de billard et un bowling. Ischgl en hiver est réputé pour sa vie nocturne. En été, Ischgl change de visage et apparaît comme un paisible lieu de séjour.
La ville est connue pour ses soirées nocturnes et l'ambiance de la ville, accueillant parfois des concerts de pop (Michael Jackson, Bob Dylan, Tina Turner, Elton John, The Pussycat Dolls, Rod Stewart, Jon Bon Jovi, Nena, Sugababes, Enrique Iglesias, Pink, Anastacia, Beyoncé, Melanie C, Rihanna, Gabriella Cilmi, Leona Lewis, Kylie Minogue ou Katy Perry). La station est également connue pour ses soirées avec une clientèle huppée.
La saison 2 de la télé-réalité de W9 « Les Ch'tis » (Les Ch'tis font du ski) s'est déroulée à Ischgl.

## Centre majeur de propagation en Europe de la Covid-19
Début mars 2020, la station de ski chic Ischgl est l’un des principaux centres de dissémination du coronavirus Covid-19 dans l'ensemble de l'Europe. Elle est considérée comme responsable de la contamination de 10 000 touristes européens, en provenance notamment d'Allemagne, de Suisse, de Grande-Bretagne, des Pays-Bas et des pays scandinaves.
La contamination y aurait été facilitée par la promiscuité qui règne dans les bars de la station, ainsi que par la pratique du bière-pong, un jeu à boire prisé de jeunes fêtards qui consiste à lancer une balle de ping pong, éventuellement en la crachant avec la bouche, en visant des verres de bière qui sont ensuite bus,.
Les touristes contaminés auraient ensuite importé le virus dans leurs pays de résidence.
Les autorités sont critiquées pour ne pas avoir réagi plus tôt. En effet, alors que le premier cas de contamination était connu depuis le 7 mars, ce n'est que le 12 mars que les autorités autrichiennes ont ordonné la fermeture de la station.
En avril, l'association de consommateurs VSV accuse les autorités d'avoir retardé la fermeture de la station pour des raisons commerciales, et lance un appel aux vacanciers qui ont été infectés à rejoindre une vaste action en justice contre les autorités du Tyrol,.
Face à la polémique, le Parlement régional du Tyrol a ordonné la mise sur pied d'une commission d'enquête afin d'analyser la gestion qui a été faite de la crise sanitaire dans cette région de l'Autriche.
Pour l'ECDC, Ischgl a une prévalence de coronavirus de 42,2% dans la population générale.

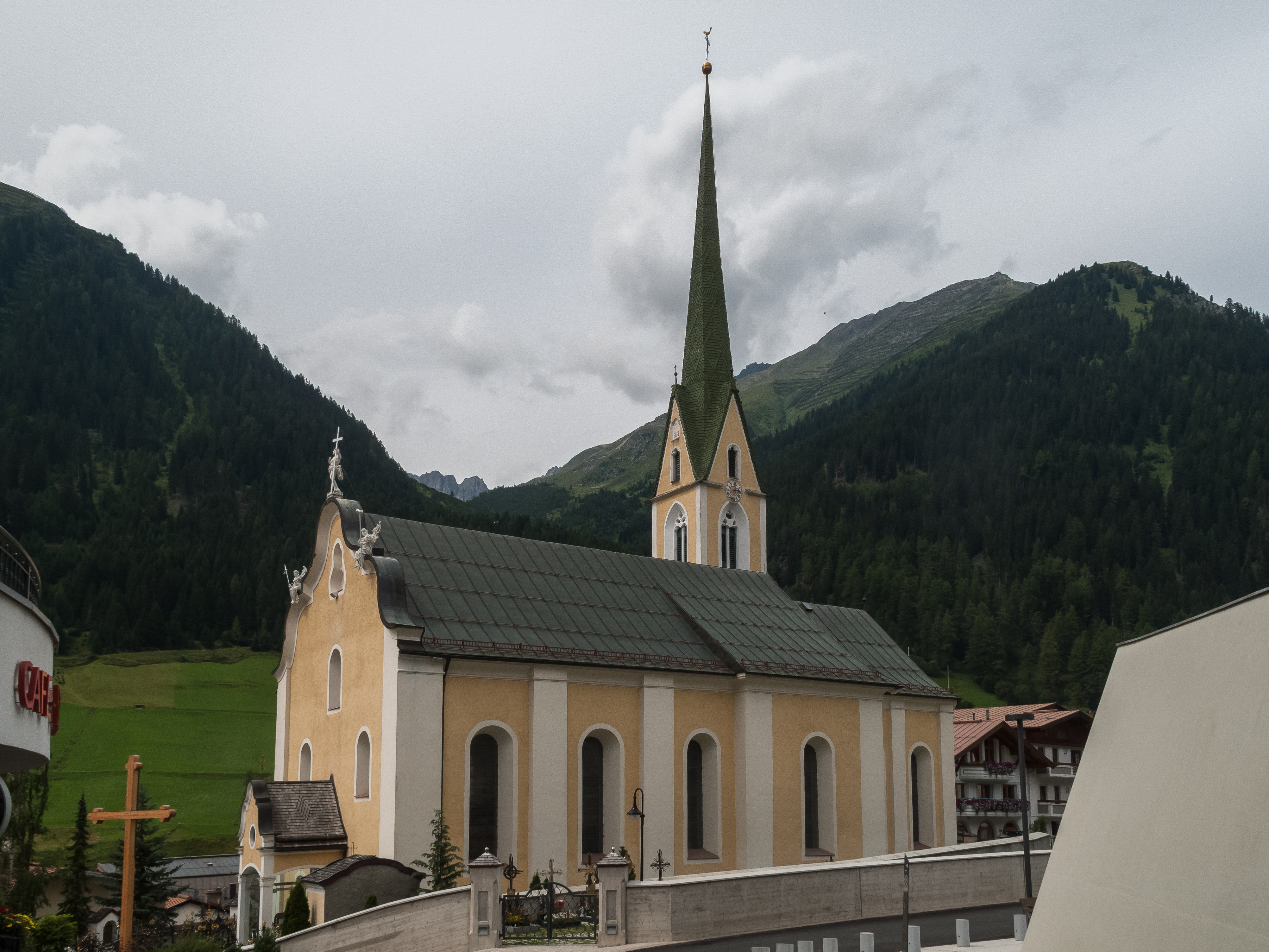
Église : katholische Pfarrkirche heilige Nikolaus.
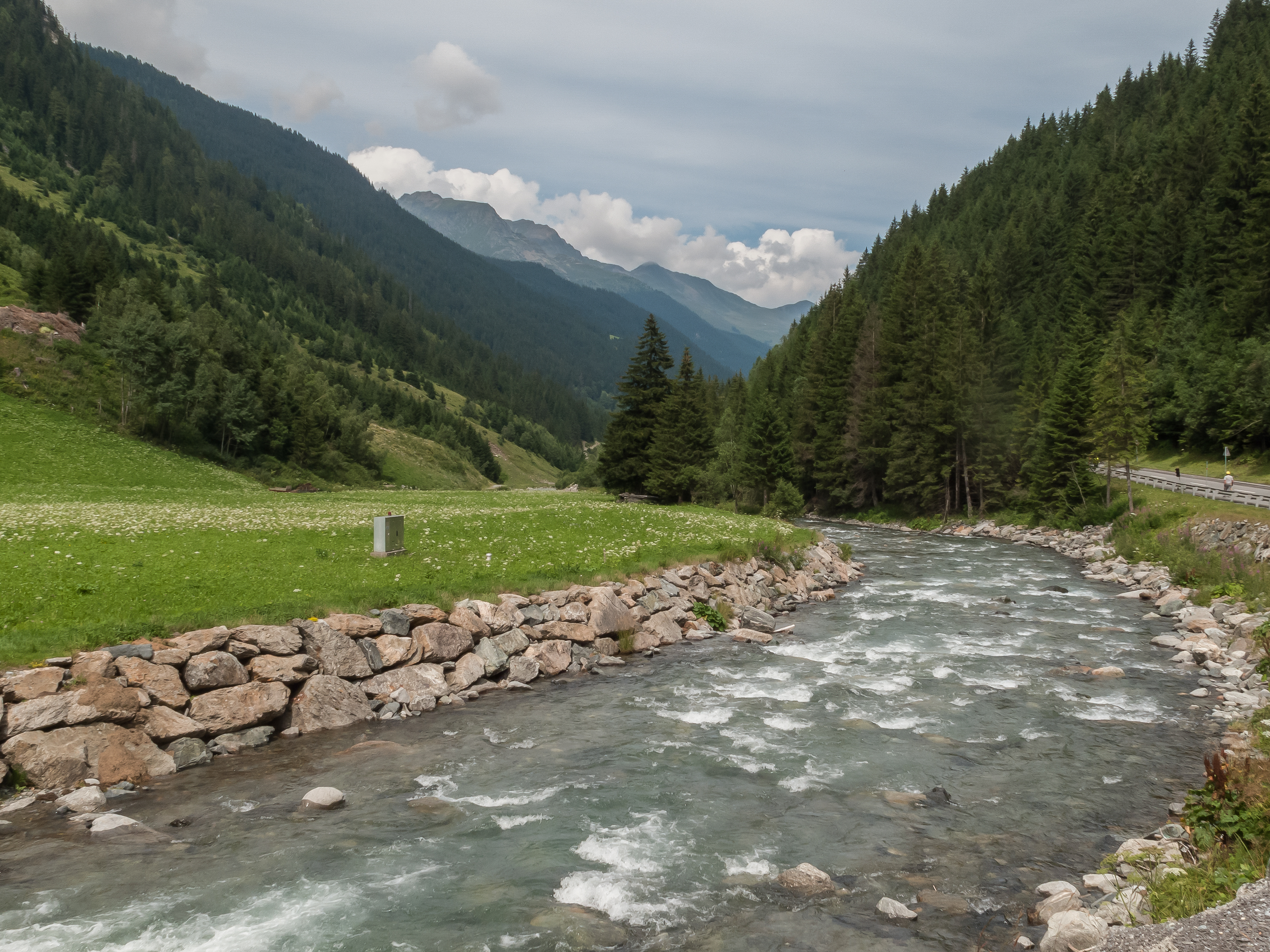
Ruisseau : der Ischgl.
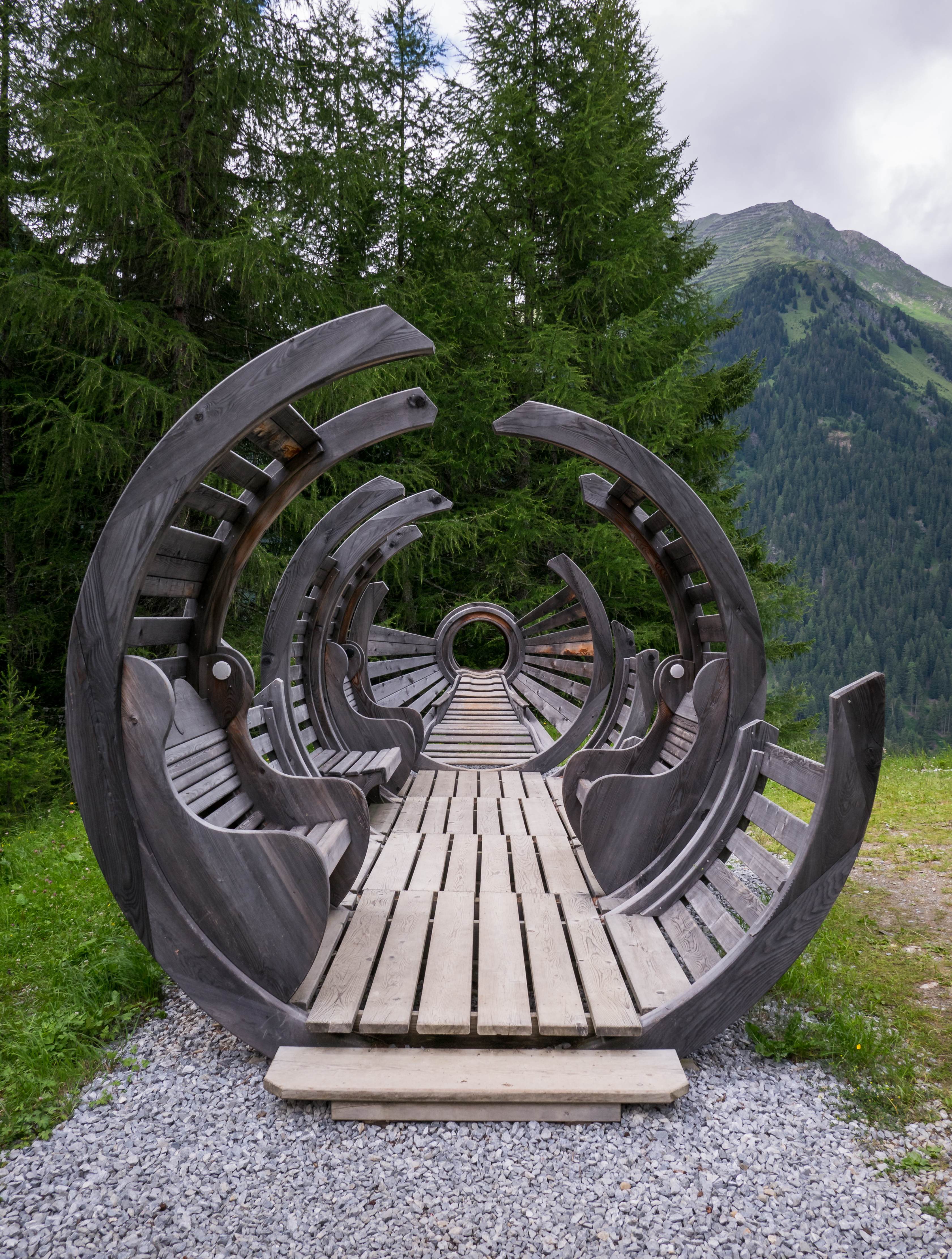
Sculpture Message in a Bottle sur le chemin "Walk of Lyrics" à Ischgl. Juillet 2017.

## Météorite
En juin 1976, une roche d'environ 1 kg est découverte sur une route de montagne près d'Ischgl, après avoir été délogée par une avalanche de neige. Elle est conservée au domicile de son inventeur jusqu'à son identification en 2008. Il s'agit d'une chondrite ordinaire de type LL6 en très bon état de conservation. La météorite d'Ischgl est acquise par le musée d'histoire naturelle de Vienne en 2011, et exposée dans sa salle des météorites. La masse principale restante est de 708,1 g ; l'extérieur de la météorite est entièrement recouvert d'une croûte de fusion présentant des regmaglyptes, tandis que son intérieur révèle une texture chondritique gris clair. Les techniques de reconstruction de trajectoire et l'analyse des radionucléides montrent que la météorite provient du bolide EN241170 observé dans la nuit du 23 au 24 novembre 1970 au-dessus de l'Allemagne.

## Jumelages
Ischgl est jumelée avec :
- Schengen (Luxembourg) depuis 2006